# Blanka Vas
Blanka Vas   (Budapest, 3 de setembre de 2001) és una ciclista hongaresa. Actualment corre a l'equip ciclista femení del SD Worx. Competeix tant en carretera, ciclocròs com bicicleta de muntanya.
S'ha imposat en quatre edicions consecutives al campionat d'Hongria en contrarellotge (2020 - 2023) i cinc cops el de ruta (2021-2025). A més, el 2023, també va guanyar una etapa a la Volta a Suïssa i al Giro i el 2024 d'una etapa al Tour de França.

## Palmarès de carretera
- 2018
  -  als Jocs Olímpics d'Estiu de la Joventut en Critèrium
  -  als Jocs Olímpics d'Estiu de la Joventut combinada femenina
- 2019
  -  Campiona d'Hongria en ruta júnior
- 2020
  -  Campiona d'Hongria en contrarellotge
- 2021
  -  Campiona d'Hongria en ruta
  -  Campiona d'Hongria en contrarellotge
  - 2a als Campionats d'Europa de ciclisme en ruta sub-23
- 2022
  -  Campiona d'Hongria en ruta
  -  Campiona d'Hongria en contrarellotge
- 2023
  -  Campiona del Món de ciclisme en ruta sub-23
  -  Campiona d'Hongria en ruta
  -  Campiona d'Hongria en contrarellotge
  - Vencedora d'una etapa a la Volta a Suïssa
  - Vencedora d'una etapa al Giro d'Itàlia
- 2024
  -  Campiona d'Hongria en ruta
  - Vencedora d'una etapa al Tour de França
- 2025
  -  Campiona d'Hongria en ruta
  - Vencedora d'una etapa al Tour de Romandia

### Resultats a les Grans Voltes

#### Giro d'Itàlia
- 2022: 51a posició
- 2023: 43a posició, vencedora de la 8a etapa
- 2024: 41a posició

#### Tour de França
- 2024: 63a posició, vencedora de la 5a etapa
- 2025: 76a posició

#### Volta a Espanya
- 2021: 9a posició
- 2022: 28a posició
- 2023: 75a posició
- 2024: 57a posició

## Palmarès de ciclocròs
- 2018-2019
  -  Campiona d'Hongria
- 2019-2020
  -  Campiona d'Hongria

2a als Campionats del món de ciclocròs sub-23
- 2020-2021
  -  Campiona d'Hongria
  - 2a als Campionats d'Europa de ciclocròs sub-23
  - 3a als Campionats del món de ciclocròs sub-23
  - 1a a Bredene
  - 1a a Rýmařov
  - 1a a Gościęcin
  - 1a a Gullegem
- 2021-2022
  -  Campiona d'Hongria
  - 2a als Campionats d'Europa de ciclocròs femení
  - 1a a Overijse
- 2022-2023
  -  Campiona d'Hongria
  - 3a als Campionats d'Europa de ciclocròs femení
  - 1a a Ardooie
  - 1a a Woerden
  - 1a a Holé Vrchy
  - 1a a Hlinsko
  - 1a a Jičín

## Palmarès en bicicleta de muntanya
- 2020
  -  Campiona d'Hongria en marató
  -  Campiona d'Hongria en cross-country
  - 2a als Campionats del món de ciclisme de muntanya – Camp a través femení sub-23
- 2021
  - 1a a Drozdovo
  - 1a a Zadov